# Blunt Talk
Blunt Talk est une sitcom américaine en vingt épisodes de 25 minutes créée par Jonathan Ames, produite par Seth MacFarlane, et diffusée entre le 22 août 2015 et le 11 décembre 2016 sur Starz et à Super Channel au Canada.
En France, la série est diffusée depuis le 3 janvier 2016 sur OCS city. Elle reste inédite dans les autres pays francophones.

## Distribution

### Acteurs principaux
- Patrick Stewart (VF : Pierre Dourlens) : Walter Blunt
- Jacki Weaver (VF : Jocelyne Darche) : Rosalie Winter
- Adrian Scarborough (VF : Jean-Philippe Puymartin) : Harry Chandler
- Dolly Wells (VF : Anne Massoteau) : Celia
- Timm Sharp (en) (VF : Mathias Kozlowski) : Jim Stone

### Acteurs récurrents
- Richard Lewis : Dr Weiss
- Golden Brooks (en) (VF : Charlotte Correa) : Vivian
- Karan Soni (VF : Taric Mehani) : Martin
- Ed Begley Jr. (VF : Jean-Claude Montalban) : Teddy Winter
- Romany Malco (VF : Lucien Jean-Baptiste) : Bob Gardner
- Brent Spiner (VF : Philippe Ariotti) : Phil
- Mary Holland (VF : Sophie Baranes) : Shelly

### Invités
- Elisabeth Shue (VF : Laurence Breheret) : Suzanne Mayview
- Jason Schwartzman (VF : Alexis Tomassian) : Duncan Adler
- Sharon Lawrence : Sophie
- Fred Melamed (VF : Jean-François Aupied) : Dr. Mendelson
- Moby (VF : Antoine Fleury) : lui-même
- Daniel Stewart : Rafe Blunt
- Trace Lysette (VF : Daria Levannier)[4] : Gisele
- Sandy Martin

- Version française
  - Société de doublage : Chinkel Studio[5]

 Source et légende : version française (VF) sur RS Doublage

## Production
Starz a commandé deux saisons de dix épisodes,. Les deux premiers épisodes ont été diffusés gratuitement en streaming sur Facebook le 15 aout 2015.
Le 20 décembre 2016, la série est annulée.

## Épisodes

### Première saison (2015)
1. titre français inconnu (I Seem to Be Running Out of Dreams for Myself)
2. titre français inconnu (I Experience Shame and Anticipate Punishment)
3. titre français inconnu (All My Relationships End in Pain)
4. titre français inconnu (A Beaver That's Lost Its Mind)
5. titre français inconnu (The Queen of Hearts)
6. titre français inconnu (Goodnight, My Someone)
7. titre français inconnu (Meth or No Meth, You Still Gotta Floss)
8. titre français inconnu (Who Kisses So Early in the Morning?)
9. titre français inconnu (I Brought a Petting Goat!)
10. titre français inconnu (Let's Save Central Florida! Let's Save Midtown!)

### Deuxière saison (2016)
Elle a été diffusée à partir du 2 octobre 2016.
1. titre français inconnu (I Remember That Time More Like a Movie I Saw Than a Life I Lived)
2. titre français inconnu (If It Comes in a Plastic Bag, Don't Eat It)
3. titre français inconnu (Your Therapist and His P.... Are Here)
4. titre français inconnu (How Is It That Every Conversation We Have Comes Back to the Size of Your Penis)
5. titre français inconnu (It's Been Months Since I Kidnapped You)
6. titre français inconnu (Love Is Not Linear)
7. titre français inconnu (I Can't Believe I Made Love to a Sociopath)
8. titre français inconnu (A Cell Doesn't Have to Be a Closet)
9. titre français inconnu (Walter Has to Look After Walter)
10. titre français inconnu (Is This All Because I Didn't Call You)

## Accueil

### Réception critique
La première saison est accueillie de façon mitigée par la critique. L'agrégateur de critiques Metacritic lui accorde une note de 56 sur 100, basée sur la moyenne de 25 critiques.
Sur le site Rotten Tomatoes, elle obtient une note moyenne de 53 %, sur la base de 34 critiques.
Pierre Langlais pour Télérama trouve la série « pas toujours hilarante, mais [..] assez excentrique et spirituelle pour qu'on nous y reprenne » et salue la performance de Patrick Stewart.

### Distinctions
Patrick Stewart a été nommé dans la catégorie meilleur acteur dans une comédie en 2015 lors des 73e Golden Globe.